# Доршево
Доршево (в церковных документах первой половины XIX века также «Дорошево») — деревня в городском округе Клин Московской области России. В деревне сохранилась усадьба Засецких второй половины XIX века, действует Преображенская церковь 1778 года постройки.

## Население
| 1852 | 1859 | 1886 | 1890 | 1926 | 2002 | 2006 |
| ---- | ---- | ---- | ---- | ---- | ---- | ---- |
| 47   | ↗145 | ↘86  | ↗200 | ↘153 | ↘41  | ↗43  |
| 2010 |      |      |      |      |      |      |
| ↘16  |      |      |      |      |      |      |

## География
Деревня Доршево расположена на севере Московской области, в северо-восточной части городского округа Клин, примерно в 18 км к северо-востоку от окружного центра — города Клина, высота центра над уровнем моря — 195 м. Ближайшие населённые пункты — Бутырки на востоке и Исаково на западе. Через деревню проходит автодорога А108 Московское большое кольцо.

## История
В начале XIX века село «Дорошево» 2-го стана Клинского уезда Московской губернии принадлежало действительному статскому советнику Дмитрию Андреевичу Засецкому, в середине века — его дочери Анне Дмитриевне. Село насчитывало 9 дворов, 24 души крестьян мужского и 23 женского пола.
В «Списке населённых мест» 1862 года — владельческое село 2-го стана Клинского уезда по Дмитровскому тракту, в 18 верстах от уездного города и 40 верстах от становой квартиры, при колодцах и пруде, с 8 дворами, православной церковью и 145 жителями (68 мужчин, 77 женщин).
В 1886 году село входило в состав Соголевской волости Клинского уезда, насчитывалось 19 дворов, проживало 86 человек.
В 1890 году в селе 200 жителей.
По данным на 1911 год число дворов составляло 17, в селе имелось земское училище.
По материалам Всесоюзной переписи населения 1926 года — административный центр Доршевского сельсовета Соголевской волости Клинского уезда на Клинско-Дмитровском шоссе, в 21,3 км от станции Клин Октябрьской железной дороги; проживало 153 человека (78 мужчин, 75 женщин), насчитывалось 28 крестьянских хозяйств, в селе действовали школа 1-й ступени, школа крестьянской молодёжи, чайная крестьянского комитета общественной взаимопомощи.
С 1929 года — населённый пункт Московской области в составе:
- Доршевского сельсовета Клинского района (1929—1954);
- Воронинского сельсовета Клинского района (1954—1963, 1965—1994);
- Воронинского сельсовета Солнечногорского укрупнённого сельского района (1963—1965);
- Воронинского сельского округа Клинского района (1994—2006)[23][24];
- сельского поселения Воронинское Клинского района (2006—2017)[25];
- городского округа Клин (с 2017).